# Straża
Straża – wieś w Polsce położona w województwie dolnośląskim, w powiecie wołowskim, w gminie Wołów.

## Podział administracyjny
W latach 1975–1998 miejscowość należała administracyjnie do województwa wrocławskiego.

## Demografia
Miejscowość wchodzi w skład sołectwa Gródek i jest jedną z najmniejszych miejscowości gminy Wołów (zajmuje 40. lokatę wśród 41 miejscowości). Według Narodowego Spisu Powszechnego (III 2011 r.) liczy tylko 29 mieszkańców.